# Американская дочь
«Американская дочь» (англ. American Daughter) — фильм Карена Шахназарова 1995 года.
27 апреля 1995 — премьера в ЦДК. 31 марта 1996 — первый телеэфир (ОРТ).
Несмотря на то, что некоторые критики указывают на автобиографичность сюжета (вторая жена режиссёра Елена Сетунская в 1989 году сбежала из СССР в США с их общей дочерью Анной, именно так в фильме зовут мать и дочь, уехавших в США), сам Шахназаров с неизвестной целью отрицал это, утверждая, что съёмка автобиографических картин противоречит его принципам.

## Сюжет
Русская женщина Елена (Мария Шукшина) бросает своего мужа-музыканта Алексея (Владимир Машков) и уезжает в США. С собой без ведома отца она увозит маленькую дочь. Через четыре года Алексей приезжает в Америку, чтобы разыскать дочь. Он находит свою бывшую жену в безбедном браке с успешным американцем. Не изменившаяся характером Елена (теперь Хелен Саймон) не разрешает отцу видеться с ребёнком. К этому времени дочь Аня, которую здесь называют Энн (Эллисон Уитбек), подросла, она совершенно не говорит по-русски, но любит родного отца, и они решают сбежать в Мексику, а оттуда улететь домой в Россию. Для этого необходимо добраться до приграничного города Финикс (штат Аризона).
Мать заявляет о похищении ребёнка в полицию, начинается розыск сбежавших. По пути Алексей и Аня встречают людей, помогающих им. Добравшись до города Финикс, беглецы, к своему удивлению, узнают, что ехали совсем в другую сторону, и они в другом Финиксе, что в штате Орегон (который почти в полутора тысячах километров севернее). Когда они попадают в полицию, шериф, растроганный любовью девочки к отцу, решает отпустить их, однако вскоре Аня заболевает (у неё поднимается температура), и отец решает сдаться полиции, так как ребёнку нужна помощь врачей. Он оказывается в тюрьме за похищение, бывшая супруга навещает его и предлагает сделку, по которой его отпустят, если тот подпишет официальный отказ от ребёнка. Алексей не соглашается отказаться от дочери.
Проходит какое-то время. Американская тюрьма. Заключённые заняты работой по уборке территории, но вдруг в небе слышится гул вертолёта, который облетает вокруг, а затем приземляется прямо на территорию зоны. Открывается дверь кабины. За штурвалом — Аня. Она зовёт отца, который недоумевает, но садится в вертолёт со своим другом-американцем. Они взлетают. На вопрос отца: «Куда мы летим?», Аня отвечает: «В Россию — к бабушке».

## В ролях
| Актёр             | Роль                                                        |
| ----------------- | ----------------------------------------------------------- |
| Владимир Машков   | Алексей Варакин, музыкант                                   |
| Эллисон Уитбек    | Аня (Энн Саймон), дочь Алексея и Елены                      |
| Мария Шукшина     | Елена (Хелен Саймон), бывшая жена Алексея                   |
| Армен Джигарханян | Арнольд Ардов, эмигрировавший из СССР таксист, друг Алексея |
| Стивен Эпп        | Дейвид Саймон, второй муж Елены                             |
| Джонни Хэйс       | шериф полиции                                               |
| Малкольм Браунсон | Билл, дальнобойщик                                          |

## Съёмочная группа
- Авторы сценария: Александр Бородянский, Карен Шахназаров
- Режиссёр: Карен Шахназаров
- Оператор-постановщик: Владимир Шевцик
- Композитор: Анатолий Кролл
- Монтаж: Лидия Милиоти
- Художник: Девон Дерби
- Продюсер: Борис Гиллер
- Музыкальный редактор: Мина Бланк

## Фестивали и премии
- 1995 — МКФ в Шанхае — Спец. приз жюри (Карен Шахназаров)
- 1995 — МКФ детских фильмов в «Артеке» — Приз за лучшую женскую роль (Элисон Уитбек)
- 1995 — ОРКФ «Кинотавр» в Сочи — Приз Президентского совета (Элисон Уитбек)